# Amanda Kimmel
Amanda Lee Kimmel (* 3. srpna 1984 Billings, Montana) je americká herečka a modelka. Je trojnásobnou účastnicí soutěže Kdo přežije. V 15. řadě Kdo přežije: Čína skončila třetí. V 16. řadě Kdo přežije: Mikronésie byla ve finále poražena Parvati Shallow. Ve 20. řadě Kdo přežije: Hrdinové proti padouchům skončila devátá. Účastnila se také soutěží krásy Miss Earth 2006 a Miss Montana 2005, kterou zvítězila.

## Filmografie
- All together now (2011)
- Bamboo shark (2011)
- Cinema salvation (2010)
- Famílie (2010)
- Frank saves the day (2010)
- Do hlubiny 2 (2009)

## TV pořady
- Kdo přežije: Hrdinové proti padouchům (2010)
- Kdo přežije: Mikronésie (2008)
- Kdo přežije: Čína (2007)